# JR貨物Z54A形コンテナ
JR貨物Z54A形コンテナ（JRかもつZ54Aがたコンテナ）は、日本貨物鉄道（JR貨物）が保有する、31ft有蓋コンテナである。籍は職用（事業用）となっている。形式の数字部位 「 54 」は、コンテナの容積を元に決定される。このコンテナ容積54 m3の算出は、厳密には端数を四捨五入計算のために、内容積53.5 m3 - 54.4 m3の間に属するコンテナが対象となるM250系電車（スーパーレールカーゴ）に、本来は乗せるU54A形30000番台の代わりに乗せて、走行試験を行うために2003年に製作された。ただし、庫内に通常は試験用の機器類は常備されてはいないが、場合によっては試験輸送時に庫内へ積載している錘（砂袋やコンクリートの塊など）の監視と測定用に、カメラや各種センサー付き機器類および、電源用のバッテリーなどを臨時的に設置する場合もある。

## 構造
全高2,641mm、全長9,410mm、総重量11.5t、自重3.5t、内容積53.9m3、妻面に簡易の通風口の仕様となっており、これは私有コンテナのUV54A形30000番台と同じ大きさ・重量である。これらの仕様により、全高および、全長が規格外規模のために旧式仕様車で、もともと車高が高かったコキ50000系列の貨車が全廃になるまでは、旧式貨車へ積載することは一切できなかった。また、規格外仕様のために規制値を超えた部位を表す四個の三角マークを、ひし形状に組み合わせた通称、『ハローマーク』と呼ばれている表記はあるものの、30 ft級コンテナの本体番号に共通して付与される30000番台（ 画像の事例では、Z54A-30003 ）の付与はなく、小型コンテナと同様に0番台での表示が特徴的となっている。
外観は、青紫色一色地に『SUPER RAIL CARGO』と『JRF』のロゴが入っている。一部の個体がジェイアール貨物・南関東ロジスティクス所有になりU54A形に編入された(U54A-30136/30137)

## 番台毎の概要
他形式とは異なり、特異な付与がなされている。

### 0番台
1 - 9

## 外部サイト
個人画像サイト『コンテナの絵本』内、31ft試験測定用コンテナ項目を参照。
| スタブアイコン | サブスタブ | この項目は、まだ閲覧者の調べものの参照としては役立たない、鉄道に関連した書きかけの項目です。この項目を加筆・訂正などしてくださる協力者を求めています（P:鉄道/PJ:鉄道）。 |